# Eugenia Anna Wesołowska
Eugenia Anna Wesołowska (ur. 8 listopada 1929 w Wereszczynie, zm. 8 marca 2016) – polska pedagog, profesor UMK w Toruniu (Wydział Nauk Pedagogicznych) i Szkoły Wyższej im. Pawła Włodkowica w Płocku, współorganizatorka Akademickiego Towarzystwa Andragogicznego, założycielka czasopism Edukacja Dorosłych i Rocznik Andragogiczny, odznaczona Medalem Komisji Edukacji Narodowej, Złotym Krzyżem Zasługi, Krzyżem Kawalerskim Orderu Odrodzenia Polski.

## Życiorys
Eugenia Anna Wesołowska z d. Czubak urodziła się w 1929 roku w Wereszczynie. W latach 1946–1973 była nauczycielką w szkołach podstawowych i średnich. Studia ukończyła w 1959 roku – studiowała filologię polską w Wyższej Szkole Pedagogicznej w Krakowie. W 1973 roku otrzymała stanowisko starszego specjalisty w Ministerstwie Oświaty i Wychowania (zob. resort ds. spraw oświaty i wychowania po II wojnie światowej). Po obronie pracy doktorskiej (1977) została sekretarzem naukowym w Instytucie Programów Szkolnych. W latach 1981–1990 była również kierownikiem Zakładu Kształcenia Dorosłych.
Gdy Instytut Programów Szkolnych został zlikwidowany, rozpoczęła pracę naukowo-dydaktyczną w Instytucie Nauk Pedagogicznych Uniwersytetu Mikołaja Kopernika w Toruniu. Była kierownikiem Zakładu Edukacji Ustawicznej i Pedagogiki Porównawczej oraz wicedyrektorem instytutu ds. dydaktyki. Doprowadziła do utworzenia w instytucie specjalności edukacja ustawiczna.
Uzyskała w latach:
- 1991 – habilitację[6] na podstawie opracowań nt. wychowania patriotycznego i wychowania dla pokoju[4],
- 1996[3][4] – tytuł naukowy profesora nauk humanistycznych[7],
- 1998 – mianowanie na stanowisko profesora zwyczajnego[3].

W UMK organizowała konferencje andragogiczne i doprowadziła do powstania Akademickiego Towarzystwa Andragogicznego (ATA). Od 1994 roku współpracowała ze Szkołą Wyższą Pawła Włodkowica w Płocku, w której została prodziekanem Wydziału Pedagogicznego, a następnie prorektorem do spraw naukowych.
Po przejściu na emeryturę (2000) była nadal aktywna zawodowo w UMK i SW im. Pawła Włodkowica.
Pod jej kierunkiem stopień naukowy doktora uzyskała Ewa Przybylska.

## Zakres działalności
Eugenia Anna Wesołowska prowadziła badania mieszczące się w dziedzinach andragogika, pedeutologia, dydaktyka, pedagogika pokoju, pedagogika porównawcza i in., co znajduje wyraz w tytułach publikacji, np.:
- Problemy dydaktyczne i wychowawcze w szkołach dla pracujących
- Uczestnicy procesu dydaktycznego
- Społeczeństwo ludzi wykształconych? – społeczne uwarunkowania edukacji
- Edukacja dorosłych w erze globalizmu

Szczególnie dużą uwagę zwracała na globalne problemy edukacyjne – wychowanie dla pokoju i kształtowanie społeczeństwa tolerancyjnego (zob. tolerancja, tolerancja religijna) oraz na wychowawcze funkcje rodziny (zob. rodzina w socjologii).
W czasie Międzynarodowej Konferencji nt. Edukacja dorosłych w sytuacji przemian na tle porównawczym (Łódź 1993) wskazywała główne zadania dla polskich andragogików, które uważała za własne:

1. prowadzenie interdyscyplinarnych badań stanu świadomości społecznej, wiedzy o dokonujących się przemianach i warunkach życia, które kształtują autentyczne potrzeby edukacyjne, obejmując nimi różne środowiska populacji ludzi dorosłych, bez względu na wiek, miejsce życia czy inne uwarunkowania. (…)
2. Edukacja dorosłych – jej treści, formy organizacyjne i metody pracy, musi być (zwłaszcza w Europie Środkowo-Wschodniej) ściśle związana z życiem społeczeństwa, z jego autentycznymi potrzebami, z rozwijającymi się procesami ekonomicznymi i społecznymi, z systemem politycznym, z lokalnymi warunkami czy specyfiką regionów. (…)
3. Wraz z rozwojem i zachodzącymi przemianami w otaczającym świecie edukacja dorosłych winna wprowadzać nowe treści kierunki kształcenia, modernizować proces dydaktyczny. (…)
4. Poszukiwanie optymalnych rozwiązań organizacyjnych i metodycznych w edukacji dorosłych, tworzenie nowych struktur kształcenia, krótszych, obliczonych na różnych uczestników procesów edukacyjnych, nastawionych na indywidualne sterowanie swoją nauką przez uczących się, odejście od formuły encyklopedyzmu w nauce, opartej głównie na metodach pamięciowych, na rzecz indywidualnych poszukiwań i wyborów (…);
5. Stworzenie – nieistniejącego np. w Polsce – systemu informacji służącej kształceniu dorosłych, jako podstawowego elementu warunkującego edukację. (…).

Była członkiem Rady Naukowej Rosyjskiego Uniwersytetu Otwartego w Moskwie, współpracowała z Uniwersytetem Humboldtów w Berlinie, Instytutem Socjologii Rosyjskiej Akademii Nauk, Akademią Nauk Pedagogicznych w Moskwie, Instytutami Pedagogiki w Budapeszcie i w Pradze, Instytutem Pedagogiki UNESCO w Hamburgu, francuskimi ośrodkami, zajmującymi się problemami edukacji dorosłych we Francji: CAFOC na Sorbonie, CNEC w Vanves, CNAM w Paryżu, AFPA. Brała udział w polsko-niemieckich.
Organizowała krajowe i międzynarodowe konferencje naukowe. Organizowała współpracę uczelni płockich, m.in. wspólnie z Wyższym Seminarium Duchownym zorganizowała konferencję na temat encykliki Fides et ratio (otrzymała od Jana Pawła II podziękowania i błogosławieństwo). Była wieloletnim sekretarzem Zarządu Głównego ATA, członkiem ZG Polskiego Towarzystwa Pedagogiki Porównawczej, wiceprzewodniczącą Zespołu Pedagogiki Dorosłych KNP. Działała w Towarzystwie Wiedzy Powszechnej i Komitecie Badań nad Pokojem PAN.
Wypromowała 14 doktorów i 130 magistrów. Pierwszą doktorantką była Ewa Małgorzata Przybylska, kierownik Katedry Edukacji Dorosłych w UMK (prof. dr hab.; specjalności: pedagogika dorosłych, pedagogika społeczna). Jej wychowanką jest również dr hab. Hanna Solarczyk-Szwec, profesor nadzwyczajny w Katedrze Pedagogiki Szkolnej UMK.

## Publikacje
Jest autorką 12 książek i ponad 130 artykułów oraz redaktorką 21 prac zbiorowych. Należała do współtwórców kwartalnika Edukacja Dorosłych i serii wydawniczej Biblioteka Edukacji Dorosłych.
Z okazji 50-lecia pracy pedagogicznej i naukowej w UMK w Toruniu zorganizowano ogólnopolskie spotkanie, w czasie którego prof. Wesołowska otrzymała wydany z tej okazji tom studiów pt. Andragogiczne wątki, poszukiwania, fascynacje (red. Ewa Przybylska), zawierający również bibliografię Jubilatki. Prof. Bogusław Śliwerski napisał:

Każdy, kto zajmuje się andragogiką, powinien zajrzeć do rozpraw prof. Eugenii Wesołowskiej,
które zostały wykazane w powyższym tomie.

## Odznaczenia
Otrzymała
- Krzyż Kawalerski Orderu Odrodzenia Polski
- Złoty Krzyż Zasługi
- Medal Komisji Edukacji Narodowej